# Dieshan (köpinghuvudort i Kina, Jiangxi Sheng, lat 28,21, long 117,51)
Dieshan (kinesiska: 叠山) är en köpinghuvudort i Kina. Den ligger i provinsen Jiangxi, i den sydöstra delen av landet, omkring 170 kilometer öster om provinshuvudstaden Nanchang. Antalet invånare är 10 919. Befolkningen består av 5 233 kvinnor och 5 686 män. Barn under 15 år utgör 20,0 %, vuxna 15-64 år 70 %, och äldre över 65 år 8,0 %.
Runt Dieshan är det ganska tätbefolkat, med 192 invånare per kvadratkilometer. Närmaste större samhälle är Wang'er, 8,4 km norr om Dieshan. I omgivningarna runt Dieshan växer i huvudsak blandskog.
Genomsnittlig årsnederbörd är 2 755 millimeter. Den regnigaste månaden är juni, med i genomsnitt 477 mm nederbörd, och den torraste är oktober, med 35 mm nederbörd.